# Corus olivaceus
Corus olivaceus är en skalbaggsart som beskrevs av Stefan von Breuning 1969. Corus olivaceus ingår i släktet Corus och familjen långhorningar. Inga underarter finns listade i Catalogue of Life.